# 帯広広尾自動車道
帯広広尾自動車道（おびひろひろおじどうしゃどう、英語: OBIHIRO-HIROO EXPWY）は、帯広市を起点とし、広尾町を終点とする延長約80キロメートル (km) の国土交通大臣指定に基づく高規格幹線道路（一般国道の自動車専用道路）（B路線）である。国道236号に指定されている。略称は帯広広尾道（おびひろひろおどう）。
高速道路ナンバリングによる路線番号は、「E60」が割り振られている。

## 事業名

### 帯広川西道路
- 起点：北海道河西郡芽室町字北明[3]
- 終点：北海道帯広市川西町基線53番地[3]
- 延長：17.0 km[3]
- 規格：第1種第2級[3]
- 設計速度：100 km/h[3]
- 道路幅員：暫定12.0 m[3]
- 車線幅員：3.5 m[3]
- 車線数：暫定2車線[3]

### 川西中札内道路
- 起点：北海道帯広市川西町基線53番地[4]
- 終点：北海道河西郡中札内村字協和[4]
- 延長：19.0 km[4]
- 規格：第1種第2級[4]
- 設計速度：100 km/h[4]
- 道路幅員：暫定12.0 m[4]
- 車線幅員：3.5 m[4]
- 車線数：暫定2車線[4]

### 中札内大樹道路
- 起点：北海道河西郡中札内村字協和[5]
- 終点：北海道広尾郡大樹町北4線[5]
- 延長：23.2 km[5]
- 規格：第1種第3級[5]
- 設計速度：100 km/h[5]
- 道路幅員：13.5 m[5]
- 車線幅員：3.5 m[5]
- 車線数：暫定2車線[5]

当初計画の後、地元協議の結果忠類ICを置くことになり、更別村と幕別町の境界付近より南は忠類市街地寄りのルートに変更された。

### 大樹広尾道路
帯広広尾自動車道の末端部に位置する延長約20 kmの道路で、長い間事業化されず計画区間扱いとなっていた。2014年（平成26年）6月18日に村瀬優広尾町長、伏見悦夫大樹町長および北海道選出の国会議員や広尾町商工会長らが中央要望のため太田昭宏国土交通大臣を訪ねた際、ルートを決める計画段階評価に進む事が明かされた。1985年（昭和60年）の「帯広・広尾間高規格幹線道路建設促進期成会（のち高規格幹線道路帯広・広尾自動車道早期建設促進期成会）」設立以来30年近く、隣接する中札内大樹道路が1995年度（平成7年度）に事業化されてからも20年近く棚上げ状態となっていただけに、米沢則寿帯広市長はじめ十勝の関係者から喜びと期待の声が上がった。村瀬町長は1986年（昭和61年）、2003年（平成15年）、2013年（平成25年）と3回にわたり道路整備要望の署名をした町民の後押しに謝意を表した。
これを受けて、北海道開発局帯広開発建設部は計画段階評価に向けた沿線住民向けのアンケート調査を実施し、それらの回答を踏まえた上で社会資本整備審議会（道路分科会北海道地方小委員会）において整備方針が決定、環境影響評価を経て新規事業採択へ進む事となった。
その後、大樹広尾道路として忠類大樹IC - 豊似IC（仮称）間（15.1 km）が2016年度（平成28年度）に事業化され、豊似IC - 広尾IC（いずれも仮称）間（12.3 km）についても2022年（令和4年）3月に2022年度（令和4年度）事業化が承認された。
大樹広尾道路（忠類大樹～豊似）
- 起点：北海道広尾郡大樹町字大樹（忠類大樹IC）[12]
- 終点：北海道広尾郡広尾町字紋別（豊似IC）[12]
- 延長：15.1 km[12]
- 規格：第1種第3級[12]
- 設計速度：80 km/h[12]
- 道路幅員：13.5 m[12]
- 車線幅員：3.5 m[12]
- 車線数：完成2車線[12]

大樹広尾道路（豊似～広尾）
- 起点：北海道広尾郡広尾町字紋別（豊似IC）[10]
- 終点：北海道広尾郡広尾町字ラッコベツ（広尾IC）[10]
- 延長：12.3 km[10]
- 規格：第1種第3級[10]
- 設計速度：80 km/h[10]
- 道路幅員：13.5 m[10]
- 車線幅員：3.5 m[10]
- 車線数：完成2車線[10]

## インターチェンジなど
- 全区間北海道内に所在。
- IC番号欄の背景色が■である部分については道路が供用済みの区間を示している。また、施設名欄の背景色が■である部分は施設が供用されていない、または完成していないことを示す。未開通区間の名称は仮称。
- 略字は、ICはインターチェンジ、JCTはジャンクションをそれぞれ示す。

| IC番号 | 施設名                | 接続路線名                               | 起点から (km) | 備考   | 所在地         | 所在地        | 所在地        |
| ------ | --------------------- | ---------------------------------------- | ------------- | ------ | -------------- | ------------- | ------------- |
| 9      | 帯広JCT 帯広JCT料金所 | E38 道東自動車道                         | 0.0           |        | 十勝総合振興局 | 河西郡 芽室町 | 河西郡 芽室町 |
| 1      | 芽室帯広IC            | 道道1152号芽室帯広インター線             | 4.5           |        | 十勝総合振興局 | 河西郡 芽室町 | 河西郡 芽室町 |
| 2      | 帯広川西IC            | 道道1153号帯広川西インター線             | 16.3          |        | 十勝総合振興局 | 帯広市        | 帯広市        |
| 3      | 幸福IC                | 道道1157号幸福インター線（帯広空港道路） | 29.4          |        | 十勝総合振興局 | 帯広市        | 帯広市        |
| 4      | 中札内IC              | 道道1166号中札内インター線               | 35.4          |        | 十勝総合振興局 | 河西郡        | 中札内村      |
| 5      | 更別IC                | 道道716号駒畠更別線                      | 41.9          |        | 十勝総合振興局 | 河西郡        | 更別村        |
| 6      | 忠類IC                | 国道236号（現道）                        | 54.9          |        | 十勝総合振興局 | 中川郡 幕別町 | 中川郡 幕別町 |
| 7      | 忠類大樹IC            | 幕別町道西当北4線                        | 57.3          |        | 十勝総合振興局 | 中川郡 幕別町 | 中川郡 幕別町 |
| -      | 大樹IC（仮称）        | 道道622号幸徳大樹停車場線                | -             | 事業中 | 十勝総合振興局 | 広尾郡        | 大樹町        |
| -      | 豊似IC（仮称）        | 国道236号（現道）                        | 72.4          | 事業中 | 十勝総合振興局 | 広尾郡        | 広尾町        |
| -      | 広尾IC（仮称）        | 国道336号                                | 84.7          | 事業中 | 十勝総合振興局 | 広尾郡        | 広尾町        |

## 歴史

### 年表
- 2003年（平成15年）3月15日：帯広JCT - 帯広川西IC間開通[13]。
- 2006年（平成18年）3月12日：帯広川西IC - 幸福IC間開通[14]。
- 2008年（平成20年）11月29日：幸福IC - 中札内IC間開通[15]。
- 2013年（平成25年）3月17日：中札内IC - 更別IC間開通[16]。
- 2015年（平成27年）3月15日：更別IC - 忠類大樹IC間開通[17]。
- 2016年（平成28年）度：大樹広尾道路（忠類大樹～豊似）事業化[12]。
- 2018年（平成30年）度：大樹広尾道路（忠類大樹～豊似）工事着手[12]。
- 2022年（令和4年）度：大樹広尾道路（豊似～広尾）事業化[10]。

### 開通予定年度
- 未定：忠類大樹IC - 広尾IC

### 沿線自治体からの意見書提出
沿線の自治体の一つである忠類村（現幕別町）議会は2002年（平成14年）3月8日、同道路の建設を帯広空港付近で打ち切り、建設財源などを減額傾向にある地方交付税に振り向けるよう求める意見書を全会一致で可決した。利用がなかなか進まない十勝港（船舶の定期航路は需要がないため廃止）へのアクセス需要がほとんど望めず、現状では交通量が少ない既存道路に不便を感じている住民が少ない事、開通後のマイナス面を考えると逆にストロー現象になってしまう事も考えられ、村全体の経済効果が無く逆にさびれる事になりかねないという思いが背景としてあったとされる。
これに対し、沿線自治体やそれら自治体で構成される“高規格幹線道路・帯広広尾自動車道早期建設促進期成会”からは「高速道路は地域全体の問題」として忠類村の議決に難色を示す声が上がったほか、建設推進の立場を取る有志の忠類村民らが「村全体が建設に反対していると見られかねない」「多くの村民が意見書可決に至る経過を十分に知らされていなかった」として、2か月後の5月8日に“高規格道路推進を考える会”を設立した。
2005年（平成17年）9月には忠類村は「道路整備にコスト削減の改善点がみられた」として、一転して建設を推進する要望書を可決しているが、これら一連の動きは、本来は地域経済の発展のために地域の要望に沿うかたちで整備されるものと捉えられていた国主体の道路整備に一石を投じるものとなった。

## 交通量
24時間交通量（台） 道路交通センサス
| 区間                    | 平成17（2005）年度 | 平成22（2010）年度 | 平成27（2015）年度 | 令和3（2021）年度 |
| ----------------------- | ------------------ | ------------------ | ------------------ | ----------------- |
| 帯広JCT - 芽室帯広IC    | 0 602              | 5,397              | 2,623              | 2,742             |
| 芽室帯広IC - 帯広川西IC | 2,898              | 4,418              | 3,900              | 3,897             |
| 帯広川西IC - 幸福IC     | 調査当時未開通     | 6,152              | 7,349              | 8,039             |
| 幸福IC - 中札内IC       | 調査当時未開通     | 5,096              | 6,614              | 7,451             |
| 中札内IC - 更別IC       | 調査当時未開通     | 調査当時未開通     | 4,721              | 5,420             |
| 更別IC - 忠類IC         | 調査当時未開通     | 調査当時未開通     | 3,753              | 4,419             |
| 忠類IC - 忠類大樹IC     | 調査当時未開通     | 調査当時未開通     | 2,948              | 3,350             |
| 忠類大樹IC - 広尾IC間   | 未開通             | 未開通             | 未開通             | 未開通            |

（出典：「平成22年度道路交通センサス」・「平成27年度全国道路・街路交通情勢調査」・「令和3年度全国道路・街路交通情勢調査」（国土交通省ホームページ）より一部データを抜粋して作成）
- 令和2年度に実施予定だった交通量調査は新型コロナウイルス感染症の影響で延期され[20]、翌年度に実施された。

## 地理

### 通過する自治体
- 北海道
  - 十勝総合振興局管内
    - 河西郡芽室町 - 帯広市 - 河西郡中札内村 - 河西郡更別村 - 中川郡幕別町 - 広尾郡大樹町 - 広尾郡広尾町

### 接続する高速道路
- E38 道東自動車道（帯広JCTで接続）